# 120 Pułk Zmechanizowany

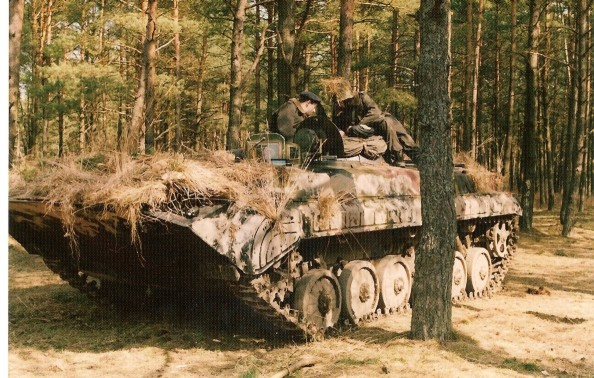
Podstawowy wóz bojowy pułku (BWP-1)

120 Husarski Pułk Zmechanizowany  (120 pz) – oddział Wojsk Zmechanizowanych Sił Zbrojnych RP.
W 1949 roku 29 pułk piechoty został przeformowany w 29 zmotoryzowany pułk piechoty (JW 1749) i podporządkowany dowódcy 11 Zmotoryzowanej Dywizji Piechoty. W następnym roku pułk został dyslokowany z Jeleniej Góry do Żagania i przeformowany w 29 pułk zmechanizowany.
W 1963 roku jednostka przeformowana została w 29 pułk czołgów średnich. 6 maja 1972 roku pułk otrzymał imię patrona płk. Aleksandra Kowalskiego. W 1989 roku ponownie przeformowany w 29 pułk zmechanizowany. We wrześniu 1991 roku utracił imię patrona.
13 lipca 1992 roku jednostka została przemianowana na 120 Husarski pułk zmechanizowany. W tym samym roku została dyslokowana do garnizonu Świętoszów. Oddział wchodził w skład 11 Dywizji Zmechanizowanej.
30 czerwca 1995 roku pułk przeformowany został w 10 Brygadę Kawalerii Pancernej.

## Dowódcy pułku
- ppłk dypl. Andrzej Guz (1992-1994)
- ppłk dypl. Jan Smolnik (1994-1995)

## Struktura organizacyjna
- Dowództwo i sztab
- kompania łączności
- pluton regulacji ruchu
- 2 bataliony zmechanizowane
- 2 bataliony czołgów
- dywizjon artylerii samobieżnej
- dywizjon przeciwlotniczy
- bateria przeciwpancerna
- kompania saperów
- kompania rozpoznawcza
- kompania zaopatrzenia
- kompania remontowa
- kompania medyczna
- pluton chemiczny